# Hippolyte Pallu
Hippolyte Pallu, né à Troyes (Aube) le 7 octobre 1833 et mort à Paris le 1er novembre 1921, est un inspecteur de l'assistance publique français. Il est connu pour avoir fondé en 1887 le centre héliomarin de Pen-Bron, dans la commune de La Turballe et le département français de la Loire-Atlantique. L'établissement devient par la suite le centre marin de Pen-Bron.

## Biographie
Hippolyte Joseph Pallu naît à Troyes le 7 octobre 1833.
Il est inspecteur de l'assistance publique,.
De concert avec les Sœurs de Saint-Vincent-de-Paul, il crée en 1887 l'association « Œuvres de Pen-Bron » ayant pour objet l’accueil des enfants de familles démunies atteints de tuberculose osseuse ou de rachitisme. Cette association est déclarée d'utilité publique en 1893, reconnaissance qu'elle conserve lors de son passage sous le statut de la loi de 1901. L'association crée, puis gère le sanatorium qu'elle a installé dans les locaux de l'ancienne conserverie de La Turballe et désormais connu sous le nom de centre marin de Pen-Bron.
En 1893, il conçoit la construction d'un nouveau sanatorium afin de « rétablir l'égalité pour les enfants aisés ». Il s'allie avec Mme Pavie, mère d'André Pavie, pour constituer à La Baule la Société des Instituts marins et construire en 1896 l'institut Verneuil. 
Il meurt le 1er novembre 1921 dans le 14e arrondissement de Paris.